# Infected (The Walking Dead)
«Infectado» —título original en inglés: «Infected»— es el segundo episodio de la cuarta temporada del horror posapocalíptica serie de televisión The Walking Dead, que se emitió en AMC el 20 de octubre de 2013, Fox hizo lo propio en España e Hispanoamérica los días 21 y 22 del mismo mes, respectivamente. El episodio fue escrito por Angela Kang y dirigida por Guy Ferland. Un virus agresivo mata y reanima a mucha gente en caminantes, que atacan a los habitantes de la prisión. Los sobrevivientes se dan cuenta de la gravedad de la situación, justo cuando los caminantes atacan el exterior de la prisión, y Rick Grimes (Andrew Lincoln) se enfrenta al abandono de su liderazgo ya que asume un estilo de vida tranquilo.
Este fue el último episodio en el que trabaja la actriz recurrente Melissa Ponzio debido al fallecimiento de sus personaje.

## Argumento
En la oscuridad de la noche, una figura misteriosa alimenta a una rata a los caminantes en la cerca de la prisión. De vuelta en el Bloque de celda "D", un Patrick zombificado (Vincent Martella) entra en una celda y mata al hombre que duerme dentro devorando sus entrañas. Después de que Patrick se alimenta de él, el hombre se reanima. Tyreese (Chad L. Coleman) y Karen (Melissa Ponzio) pasan una romántica velada juntos hasta que la mujer decide que ya era tiempo de irse a acostar y se despide de su amado. Antes de regresar a su celda, Karen pasa cerca de algunos dibujos hechos por los niños durante las clases y se dirige al baño a lavarse la cara, pero mientras está ahí escucha unos sonidos que le llaman poderosamente la atención. La mujer revisa detrás de las cortinas con cautela y al no encontrar nada, decide marcharse rumbo a su celda A la mañana siguiente Michonne (Danai Gurira) va a buscar al Gobernador, mientras que Rick (Andrew Lincoln) y Carl (Chandler Riggs) salen a atender a los cerdos. Carl pregunta si puede ayudar a despejar a los caminantes en la valla, pero Rick cierra la idea. Carl se disculpa pero le pide que le devuelva su arma. Oyen disparos y ven a Lizzie y Mika Samuels (Brighton Sharbino y Kyla Kenedy) saliendo del Bloque "D", gritando y pidiendo ayuda. Una horda de caminantes atacó desde dentro y mató a varias personas. Michonne, atrapada en las puertas de la prisión con dos caminantes, cae sobre una trampa y casi es vencida antes de ser rescatada por Carl y Maggie (Lauren Cohan).
Dentro del bloque de celdas, los residentes eliminan a los caminantes restantes, entre ellos Patrick. Al poco tiempo descubren y eliminan a otro caminante con ojos ensangrentados, Charlie, en una celda cerrada. Después de no encontrar mordeduras, arañazos o heridas en su cuerpo, el Dr. Caleb Subramanian (Sunkrish Bala) reconoce la sangre saliendo de orificios de Charlie como un indicador de enfermedad, y vincula la enfermedad de Charlie con sangrados similares observados en Patrick. Cuando Rick le informa sobre la muerte de Violet, el cerdo y un jabalí enfermo descubiertos en el bosque, Hershel (Scott Wilson) revela que de ser así todos estaban expuestos a la mortal nueva enfermedad pues todos habían comido recientemente y que más aún lo estaban todos los que habían estado en el bloque D, en estos casos las enfermedades fueron transmitidas por cerdos y aves. Concluyen que todos en el bloque de celdas podría estar infectados por una cepa agresiva de influenza. Cuando Carl y Maggie vuelven a llevar a Michonne adentro, Rick se les acerca y les advierte que se mantengan alejados de él y de cualquier otra persona que pueda haber estado expuesta, debido al riesgo de infección.
Carol (Melissa McBride) tiende a Ryan Samuels (Victor McCay), que fue mordido durante el ataque. Al darse cuenta de que se está muriendo, le pide a Carol que cuide de Lizzie y Mika por él como si fueran sus hijas, lo que Carol promete hacer, Lizzie y Mika se despiden tristemente de su padre; Lizzie se ofrece voluntariamente para apuñalar a Ryan en la cabeza para evitar que reanime, pero no puede hacerlo, dejando que Carol lo haga ella misma.
El consejo comienza a poner en cuarentena a los residentes que comienzan a estar enfermos, incluyendo a Karen y otro habitante prisión, ella y el amigo de Tyreese, David (Brandon Carroll). Carol va a hablar con Mika y Lizzie mientras permanecen junto a la valla. Ella sin rodeos le dice a Lizzie que ella es débil, y en este mundo tiene que ser fuerte. Lizzie comienza a llorar: "Lo mataron", dice, refiriéndose a Nick. Lizzie se escapa y Mika explica que Lizzie no es débil, sino "desordenada".  Beth (Emily Kinney) envuelve el tobillo de Michonne mientras los dos discuten las pérdidas del grupo, Beth reflexiona sobre cómo llamar a un padre que ha perdido un hijo, ya que no hay una palabra equivalente a "viuda" o "huérfano"; Michonne comienza a llorar, pero se compone antes de que Beth lo note; Beth luego le pide a Michonne que vigile a Judith, a pesar de la reticencia de Michonne. Al quedarse sola con el bebé, Michonne se derrumba y llora mientras mantiene a Judith cerca.
Mientras los sobrevivientes entierran a los muertos, un grupo masivo de caminantes converge en una sola porción de la cerca. Sasha (Sonequa Martin-Green) señala los cadáveres de varias ratas muertas en la valla, lo que sugiere que alguien ha estado alimentando a los caminantes, lo que los atrae y causa que se agrupen en lugar de separarse. A pesar de los esfuerzos de los sobrevivientes para limpiarlos, la masa combinada de los caminantes hace que la cerca comience a ceder. Rick decide sacrificar los lechones y los utiliza para atraer a los caminantes y con éxito los aleja de la valla. El plan parece tener un costo emocional para Rick. Mientras tanto, el grupo de la prisión logra asegurar la valla con troncos de árboles.
Carol nuevamente encuentra a Lizzie y Mika cerca de la valla mirando a los caminantes. Carol advierte a Lizzie que no se identifique con los caminantes, sino que se tome el tiempo para llorar y dejar ir a su padre. Lizzie toma su cuchillo (que Carol usó para apuñalar al padre de Lizzie para evitar la reanimación) de la mano de Carol y se lo coloca en el cinturón. Carl revela las enseñanzas de armas de Carol a su padre, pidiéndole que no la confronte. Rick cumple. Rick devuelve la pistola de Carl y una vez más comienza a cargar la suya. Tyreese visita la celda aislada de Karen con flores, solo para encontrarla vacía, con un rastro de sangre que lleva afuera. El episodio termina aquí acercándose a los cuerpos muertos y quemados de Karen y David fuera del Bloque de celdas "B".

## Recepción

### Rating
Tras su emisión original, "Infected" ganó 13.950.000 espectadores y un índice de 7,1 en los adultos 18-49 demográfico. A diferencia del episodio anterior que obtuvo alrededor de 16.110.000 espectadores de la semana pasada.

### Críticas
Zack Handlen, de la The A.V. Club, le dio al episodio una calificación de "B", y comentó que el virus mecanizo la trama, lo cual le pareció sumamente espectacular, pero no exactamente emocionante. "Sólo hay tanta emoción que se puede generar observando a la gente como mueren lentamente." Roth Cornet de la IGN calificó el episodio de un 8,5 sobre 10, y elogió que cada personaje está recibiendo su propia historia, y que el episodio "hábilmente armoniza los elementos dramáticos y de terror, mientras que impulsan a los personajes centrales hacia adelante en algunos de los más interesantes arcos de la historia de la serie hasta la fecha".